# Wolf (película de 2021)
Wolf es una película de drama psicológico de 2021 escrita y dirigida por Nathalie Biancheri. Una coproducción internacional de Irlanda y Polonia, está protagonizada por George MacKay, Lily-Rose Depp, Paddy Considine, Eileen Walsh, Fionn O'Shea y Lola Petticrew.
Wolf tuvo su estreno mundial en el Festival Internacional de Cine de Toronto 2021 el 17 de septiembre de 2021. Tuvo un estreno limitado en cines en los Estados Unidos el 3 de diciembre de 2021 por Focus Features. La película recibió reseñas mixtas de críticos que elogiaron las actuaciones de MacKay, Depp y Considine, pero criticaron el guion y la dirección de Biancheri.

## Reparto
- George MacKay como Jacob (Lobo)
- Lily-Rose Depp como Cecile (Gato montés)
- Paddy Considine como Dr. Mann (Guardián de zoológico)
- Eileen Walsh como la Dra. Angeli
- Fionn O'Shea como Rufus (Pastor alemán)
- Lola Petticrew como Judith (Loro)
- Karise Yansen como Annalisa (Panda)
- Darragh Shannon como Jeremy (Ardilla)
- Senan Jennings como Ivan (Pato)

## Producción
En febrero de 2020, se anunció que George MacKay y Lily-Rose Depp se habían unido al elenco de la película, con Nathalie Biancheri dirigiendo a partir de un guion que ella escribió. En septiembre de 2020, Paddy Considine, Eileen Walsh, Fionn O'Shea, Lola Petticrew y Senan Jennings se unieron al elenco de la película.
La fotografía principal comenzó en agosto de 2020. Inicialmente, la producción debía comenzar en abril de 2020, pero se retrasó debido a la pandemia de COVID-19. La fotografía principal finalizó en octubre de 2020.

## Estreno
Focus Features adquirió los derechos de distribución de la película en octubre de 2020. La película se estrenó en cines en los Estados Unidos el 3 de diciembre de 2021, después de estrenarse en el Festival Internacional de Cine de Toronto el 17 de septiembre de 2021 como entrada para Irlanda.